# Chaerocina merionalis
Chaerocina merionalis is een vlinder uit de familie pijlstaarten (Sphingidae). De wetenschappelijke naam van deze soort is voor het eerst geldig gepubliceerd in 1968 door Robert Herbert Carcasson.
De soort komt voor in het Afrotropisch gebied.